# Église Sainte-Eulalie de Sainte-Eulalie-de-Cernon
L'église Sainte-Eulalie de Sainte-Eulalie-de-Cernon est une église située en France sur la commune de Sainte-Eulalie-de-Cernon, dans le département de l'Aveyron en région Occitanie.
Elle fait l'objet d'une inscription au titre des monuments historiques par arrêté du 12 mai 1927.

## Historique
Les chevaliers Templiers s'établissent sur le Larzac, le long de la voie romaine venant de Millau, vers la fin du XIIe siècle. Ils commencent par construire une église qu'ils consacrent à Sainte Eulalie jeune martyre espagnole morte pour défendre sa foi.
Vers milieu du XIIIe siècle, l'église est intégrée à un couvent fortifié dont la construction se poursuit jusqu'au XVIIe siècle. Elle constitue la dernière ligne de défense de la plus puissante commanderie templière du Larzac, chargée de tenir la route de Millau. Au XVe siècle, le couvent devient le château des fortifications qui entourent le village qui s'est développé à l'entour.
L'ordre des Templiers possédait une grande partie du Larzac, qui leur avait été donné afin qu'ils élevassent les chevaux robustes nécessaires aux missions des Chevaliers de l'Ordre du temple. Pour commander l'entrée sur leurs domaines en venant de Millau, les chevaliers bâtirent, à la fin du XIIe siècle, un couvent à Sainte-Eulalie-de-Cernon.  
L'édifice est inscrit au titre des monuments historiques en 1927.

## Description
L'édifice est remanié au cours des siècles qui ont suivi la chute de Ordre du Temple. Au XVIIe siècle, le chœur a été reporté au couchant et l'abside percée d'un portail en son milieu, car l'entrée primitive faisait partie de l'enceinte du couvent. En 1830, sont créées de nouvelles chapelles. Vers la fin du XIXe siècle, l'édification du clocher, bâti sur une chapelle achève de donner à l'édifice son aspect actuel.